# هستی‌شناسی بنگاه‌ها
هستی‌شناسی بنگاه‌ها (Enterprise ontology) از مفاهیم کسب‌وکار است.
EO مجموعه‌ای از ترم‌ها و تعاریف مرتبط با بنگاه‌های تجارت است.
از لحاظ مفهومی EO به مجموعه‌ای از بخش‌ها که در زیر خلاصه شده‌است طبقه‌بندی می‌شود:

## فعالیت‌ها و فرایندها
ترم مرکزی فعالیت است. فعالیت هر چیزی است که دلالت بر انجام شدن دارد. ترم نزدیک به فعالیت نماینده یا فاعل آن است که می‌تواند یک شخص، واحد سازمانی یا یک ماشین باشد. این اصطلاحات در سازمان تعریف شده و تحت عنوان نقش‌های پتانسیل سازمان شناخته می‌شوند. سازمان باید توانایی تشخیص این بازیگران پایه‌ای رابرای انجام کارها داشته باشد. این بازیگران می‌توانند نقش‌های دیگری نیز در سازمان داشته باشند.
مفهوم دیگر نزدیک به فعالیت‌ها منابع می‌باشند که چیزهایی هستند که در راستای انجام فعالیت مصرف می‌شوند. همچنین یک فعالیت می‌تواند خروجی یا اثراتی داشته باشد. یک فعالیت می‌تواند به یک دوره زمانی مرتبط باشد (برای مثال برای آن فرجه تعریف شود) که به صورت واحدهای زمانی برای آن تعریف می‌شود. یک فعالیت می‌تواند بزرگ و پیچیده باشد و همچنین زمان زیادی به طول انجامد، که در این صورت می‌توان آن را به صورت تعدادی زیر فعالیت درآورد.
یک فعالیت می‌تواند در گذشته انجام شده باشد یا اینکه در اکنون در حال اجرا باشد. همچنین این ترم می‌تواند به فعالیت فرضی که قرار است در آینده انجام شود گفته شود. برای هر فعالیت نیاز به تعریف خصوصیات و برنامهٔ آن هستیم. این موضوع در قالب خصوصیات فعالیت (Activity-Spec) بیان می‌شود. یک سند خصوصیت فعالیت تا سطحی از جزئیات فعالیت‌های ممکن را تعریف می‌کند. اگر خصوصیت فعالیت اهداف معنا دار و مشخص داشته باشد برنامه (Plan) نامیده می‌شود.
کنترل نحوهٔ انجام فعالیت‌ها برای بنگاه مهم است. این امر توسط کنترل مجوز ارتباطات در بنگاه صورت می‌گیرد و بررسی می‌شود که آیا شخص اجازهٔ انجام کار را بر اساس سند خصوصیت فعالیت دارد یا خیر.

## سازمان
مفهوم مرکزی در این قسمت مفاهیم مرتبط با نهادهای حقوقی و واحدهای سازمانی است. هر دوی آن‌ها به مفاهیم تقریباً مشابهی اشاره دارند اما نهادهای حقوقی یک سری قوانین و مسئولیت دارند که در سطح جهان به‌طور گسترده و توسط حوزه‌های حقوقی به صورت مشخص تعریف شده‌اند، در حالی که یک واحد سازمانی فقط نیاز که در سطح سارمان شناخته شده باشد.
نهادهای حقوقی شامل افراد و بنگاه‌ها می‌باشند. نهادهای بزرگ‌تر حقوقی می‌توانند نهادهای کوچک‌تر حقوقی را دربر گیرند. یک واحد سازمانی می‌تواند بزرگ یا پیچیده باشد تا جایی که بر یک نهاد حقوقی برتری یابد. واحدهای سازمانی بزرگ نیز می‌توانند از واحدهای کوچک‌تر تشکیل شده باشند. کوچک‌ترین واحد می‌تواند متناظر با یک شخص واحد باشد.
یک ماشین نه به عنوان یک انسان و نه به عنوان یک نهاد حقوقی نمی‌تواند نقش خاصی را بازی کند بلکه می‌تواند توسط یک شخص یا یک واحد سازمانی برای انجام فعالیت‌ها به کار گرفته شود.

## استراتژی
مفهوم استراتژی از بخش استراتژی هدف است. هدف ایده‌ای را که از نقشه‌ای که کمک می‌کند بدست می‌آوریم یا آنچه قسمت سازمان مسئولیت آن را دارد. هدف می‌تواند در سطح سازمانی باشد که به آن استراتژیک می‌گوییم یا می‌تواند کوچک و جزئی باشد. مثل یک واحد سازمانی هدف می‌تواند ترکیب شده یا تجزیه شده باشد. برخی از این اهداف جزئی مثل کمک مدیر برای رسیدن به اهداف بزرگ ترند. به همین دلیل است که ترم‌هایی مثل vision ,mission, goal, objective تعریف می‌شوند.

## بازاریابی
مفهوم بازاریابی فروش است. یک فروش یک توافق بین دو موجودیت قانونی بری تبادل محصولات برای یک قیمت است. معمولاً محصول یک کالا یا سرویس است و قیمت فروش پولی است هر چند امکانات دیگری هم وجود دارد. این موجودیت‌های قانونی نقش خریدار و شرکت را ایفا می‌کنند.
یک بازار همهٔ فروش‌ها و پتانسیل‌های موجود برای فروش در یک محدودهٔ علاقه هاست. یک بازار می‌تواند فروش‌هایی را توسط رقبا مشخص کند. یک بازار می‌تواند تجزیه به واحدهایی به طرق مختلف و در سطوح زیاد جزئیات شود. این موضوع با خصوصیات تولید و شرکت مشتری قیمت محصول و هر چیز دیگری مربوط به فروش مشخص می‌شود.